# Droga wojewódzka nr 250
Droga wojewódzka nr 250 (DW250) – droga wojewódzka w woj. kujawsko-pomorskim o długości 14 km łącząca drogę krajową nr 15 w Suchatówce ze Służewem i dalej przechodząc w drogę wojewódzką 266 z Aleksandrowem Kujawskim, Ciechocinkiem oraz drogą krajową nr 91. Droga przebiega przez tereny powiatów: toruński (gminy: Wielka Nieszawka), aleksandrowski (gminy: gmina Aleksandrów Kujawski). 
Droga przebiega przez teren Poligonu toruńskiego i podczas ćwiczeń jest zamykana. Informacje o czasowym wyłączeniu z ruchu można uzyskać na stronie internetowej Zarządu Dróg Wojewódzkich w Bydgoszczy.

## Miejscowości leżące przy trasie DW250
- Suchatówka lub Chorągiewka
- Służewo